# Bonneval (Haute-Loire)
Bonneval település Franciaországban, Haute-Loire megyében. Lakosainak száma 91 fő (2022. január 1.). Bonneval La Chaise-Dieu, Félines, Jullianges, Malvières, Saint-Victor-sur-Arlanc és Sembadel községekkel határos.

## Népesség
A település népességének változása:
| Lakosok száma | 123  | 122  | 109  | 94   | 80   | 75   | 70   | 68   | 76   | 91   |
|               | 1968 | 1982 | 1990 | 2006 | 2013 | 2015 | 2017 | 2019 | 2020 | 2022 |